# Каторгинка Первая
Каторгинка Первая (Каторгинка-Первая) — деревня в Козельском районе Калужской области. Входит в состав Сельского поселения «Село Покровск».
Расположена на левом берегу реки Сырогожа (приток Клютомы), примерно в 1 км к северо-западу от села Покровск.

## Население
На 2010 год население составляло 5 человек.